# Noorderzon

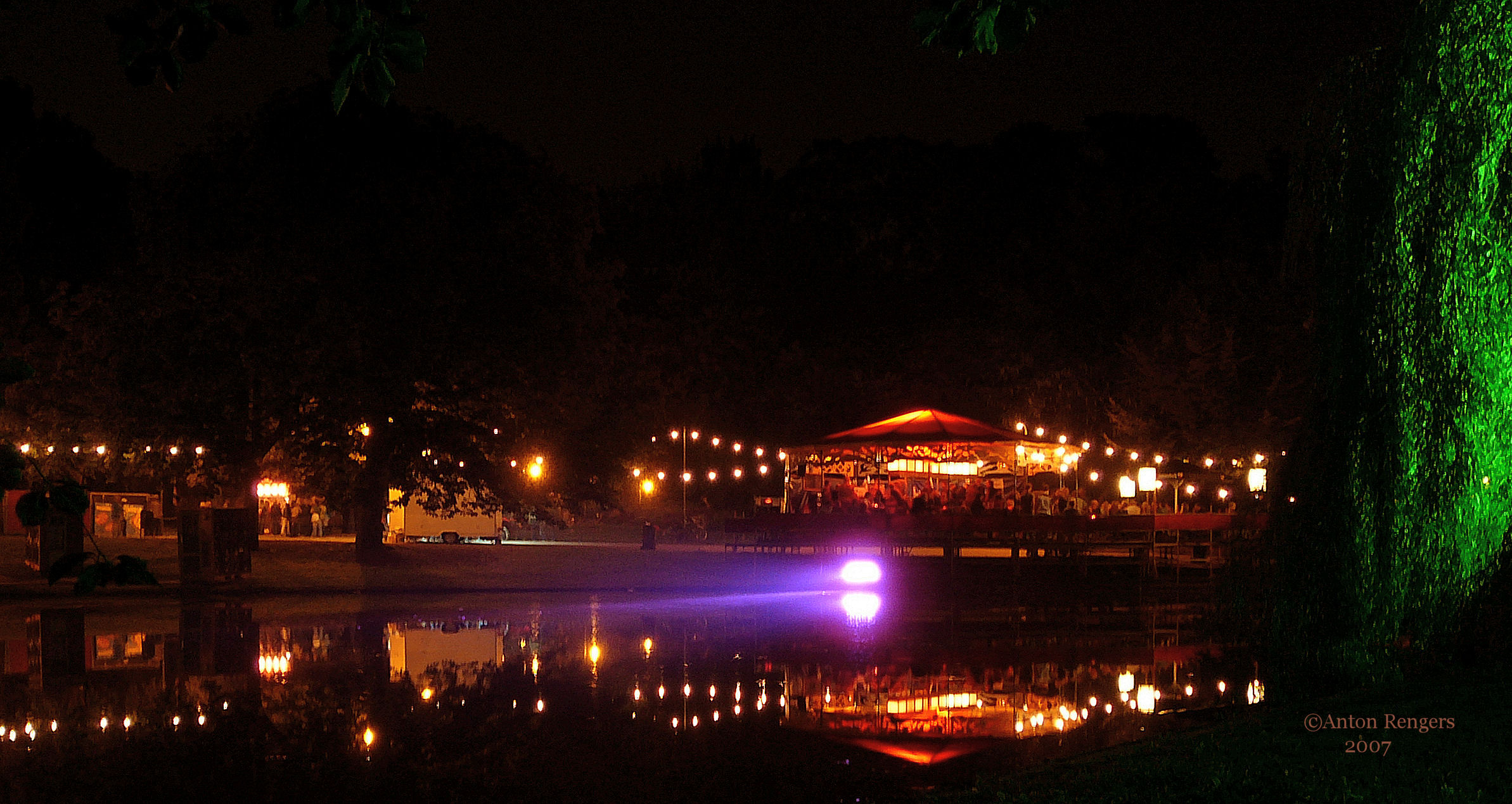
Noorderzon bij nacht, 2007

Noorderzon is een jaarlijkse elfdaagse internationale kunstenmanifestatie die plaatsvindt in het Noorderplantsoen en op diverse nabijgelegen locaties in en rondom het centrum van Groningen.

## Geschiedenis
Noorderzon vond in 1991 voor het eerst plaats onder de huidige naam. Het festival ontstond uit een reeks muzikale zondagen die bekend stonden als "Sterren in het Bos" en later "Sterren in het Park". Het evenement was oorspronkelijk een kleinschalig muziekfestival dat in de loop der tijd uitgroeide tot een breder cultureel festival, mede door de samenwerking met het reizende theaterfestival De Parade.
Met de komst van Mark Yeoman als artistiek directeur in 2001 verschoof de focus van Noorderzon van een lokaal zomerfeest naar een internationaal evenement met een nadruk op experimentele en vernieuwende kunsten. Het festival biedt sindsdien een podium aan artiesten die zich richten op theater, dans, muziek en multimedia.
In een van de succesvolste edities, in 2013, trok Noorderzon 150.000 bezoekers en werden er 50.000 kaarten voor de voorstellingen verkocht.
Tijdens de coronapandemie in 2020 werd het traditionele festival omgezet in een zes weken durend programma op verschillende locaties in Groningen, bekend als "NoorderZomer", met kleinschalige voorstellingen voor een beperkt publiek.

## Festival en programmering
Noorderzon combineert hedendaagse podiumkunsten met een toegankelijk zomerfestival in het Noorderplantsoen. Bezoekers komen niet alleen voor de culturele voorstellingen, maar ook voor de foodtrucks en het samenzijn in het park.
Een bijzonder kenmerk van Noorderzon zijn de containervoorstellingen, kleinschalige optredens in compacte ruimtes die populair zijn bij bezoekers vanwege hun intieme sfeer. Deze voorstellingen zijn een vast onderdeel van het festivalprogramma.